# Mesostenus melanurus
Mesostenus melanurus là một loài tò vò trong họ Ichneumonidae.